# Maher Kanzari
Maher Kanzari (17 de março de 1973) é um futebolista profissional tunisiano que atua como defensor.

## Carreira
Maher Kanzari representou a Seleção Tunisiana de Futebol nas Olimpíadas de 1996.